# Агенти U.N.C.L.E. (серіал, 1964-1968)
«Агенти U.N.C.L.E.» - американський шпигунський телевізійний серіал, показ якого вівся на телеканалі NBC. Головних героїв, секретних агентів зіграли Роберт Вон (Наполеон Соло) і Девід МакКалум (Ілля Курякін). Абревіатура U.N.C.L.E. - акронім з United Network Command for Law and Enforcement.
Прем'єра першої серії відбулась 22 вересня 1964 року, останньої  - 15 січня 1968 року.

## Опис
Всього у серіалі 105 серій, що виходили у проміжку між 1964 і 1968 роками. Перший сезон було знято на чорно-білу плівку.
У серіалі розповідається про агента ЦРУ Наполеона Соло (Роберт Вон) і агента КДБ Іллю Курякіна (Девід МакКалум), які змушені були співпрацювати. Спершу вони ставились один до одного недоброзичливо, але згодом здружились.

## Трансляція в Україні
На українському телебаченні показ серіалу не відбувався, проте у кінотеатрах транслювався одноіменний фільм Ґая Річі - «Агенти U.N.C.L.E.»